# Xã Prairie Du Long, Quận St. Clair, Illinois
Xã Prairie Du Long (tiếng Anh: Prairie Du Long Township) là một xã thuộc quận St. Clair, tiểu bang Illinois, Hoa Kỳ. Năm 2010, dân số của xã này là 2.244 người.